# Bran Stark
Brandon «Bran» Stark es un personaje ficticio de la saga Canción de hielo y fuego de George R. R. Martin. Es representado como el segundo hijo de Eddard Stark, Señor de Invernalia. Tras sufrir una caída de una torre a manos de Jaime Lannister, Bran queda parapléjico y tiempo después comienza a experimentar visiones y extraños sueños que le guiarán en un viaje hacia el norte para encontrar al «cuervo de tres ojos».
En la adaptación televisiva de HBO, Game of Thrones, es interpretado por el actor Isaac Hempstead-Wright.

## Concepción y diseño
Es un joven curioso por naturaleza, escalando los muros del castillo frecuentemente, lo que llega a provocar que Jaime le tire intencionadamente de la torre de su castillo, tras descubrirle en una de sus escaladas manteniendo relaciones incestuosas con su hermana gemela, Cersei. Bran no muere en la caída, pero entra en coma y tras despertar queda paralítico. Desde joven demuestra ser un niño feliz y despreocupado, pero a medida que avanza la historia adopta unas visiones más realistas y menos ingenuas, desarrollando el don del cambio de piel.

## Historia

### Juego de tronos
Bran parte con su padre y hermanos a asistir a la ejecución de un desertor de la Guardia de la Noche, siendo la primera vez que asistía a una ejecución. Su padre lo felicita por su entereza. Después encuentran cachorros de lobo huargo y uno es entregado a Bran así como a cada uno de los niños Stark, sin embargo este no recibiría su nombre hasta después.
Cuando la comitiva real de Robert Baratheon llega a Invernalia, Bran practica con el príncipe Tommen Baratheon. Durante una de sus escaladas en una de las torres, Bran descubre a la reina Cersei Lannister manteniendo relaciones sexuales con su hermano Jaime Lannister. Para evitar que lo divulgara, Jaime lo empuja de la torre donde estaban.
Bran queda en estado comatoso y un asesino intenta rematar la faena, aunque es salvado por su madre y por su huargo. Es durante ese estado de coma cuando Bran experimenta sus primeras visiones, incluyendo la del Cuervo de Tres Ojos. Bran despierta repentinamente del coma y decide llamar a su huargo Verano.
Bran despierta pero queda tullido e incapaz de usar las piernas. Tiene que ser transportado por un sirviente deficiente mental llamado Hodor y está continuamente bajo la supervisión del maestre Luwin. Gracias a Tyrion Lannister, Bran consigue volver a cabalgar, pero durante una de estas prácticas es atacado por un grupo de salvajes y desertores de la Guardia de la Noche, siendo salvado por su hermano Robb y Theon Greyjoy. Una de estas salvajes, Osha, se convertirá en una consejera y amiga suya.
Cuando Robb marcha al sur tras el arresto de Eddard Stark, Bran queda al cargo de Invernalia pero bajo el consejo de Luwin y de Ser Rodrik Cassel.

### Choque de reyes
Debido a que Robb se autoproclama Rey en el Norte, Bran se convierte en su heredero. Durante este tiempo recibe la visita de los hermanos Jojen y Meera Reed, los cuales afirman que Bran es un cambiapieles y que esos extraños "sueños" que posee son en realidad visiones que tiene a través de su lobo Verano. Jojen insta a Bran a viajar más allá del Muro para encontrar al cuervo de tres ojos. Bran también tiene visiones apocalípticas de Invernalia, donde sus ocupantes aparecen muertos y el bastión inundado.
La profecía de Bran se hace realidad cuando Theon Greyjoy traiciona a los Stark y toma Invernalia, la cual apenas se hallaba defendida. Bran se esconde junto a su hermano Rickon, Osha, Hodor y los hermanos Reed. Para encubrir su escape, Theon decide ejecutar a los hijos de un molinero diciendo que son los pequeños Stark, y a partir de entonces, todo el mundo los dará por muertos. Cuando Theon es traicionado e Invernalia quemada por Ramsay Nieve, Bran y el grupo salen de las criptas donde se encuentran a un moribundo maestre Luwin que los insta a dirigirse al Muro donde se halla su medio-hermano Jon Nieve.
Para despistar a sus posibles perseguidores, Bran huye junto a Hodor y los hermanos Reed mientras Rickon marcha con Osha hacia rumbo desconocido.

### Tormenta de espadas
Bran y su grupo llegan hasta El Agasajo, las tierras de la Guardia de la Noche situadas antes de llegar al Muro. Bran perfecciona la habilidad de ver a través de Verano e incluso consigue meterse en la mente de Hodor. Estando en Corona de la Reina, Bran, metido en Verano, salva a Jon Nieve del ataque de un grupo de salvajes.
Bran y el grupo llegan al Fuerte de la Noche donde se topan con Samwell Tarly, miembro de la Guardia y mejor amigo de Jon. Sam los guía hacia una puerta secreta desde donde podrán llegar más allá del Muro, aunque Bran le pide que no le diga nada a su hermano Jon. Una vez más allá del Muro se topan con Manosfrías, un extraño ser que aparentemente parece ayudarles.

### Danza de dragones
Guiados por Manosfrías, el grupo viaja a través del Bosque Encantado y llegan a una extraña cueva donde son atacados por los Otros. Gracias a que la cueva estaba protegida contra los Otros, Bran y el grupo entran dentro donde se topan con el cuervo de tres ojos y con los últimos Niños del Bosque. Este cuervo de tres ojos, que aparentemente resulta ser Brynden Ríos, enseña a Bran a perfeccionar sus dones como verdevidente y cambiapieles, también a ver el pasado retro-cognitivamente aunque no a modificarlo. Junto a Hodor, también explora lo más profundo de la cueva.
El cuervo de tres ojos le hace a Bran también una extraña profecía: «Nunca jamás andarás, pero volarás».

## Adaptación televisiva

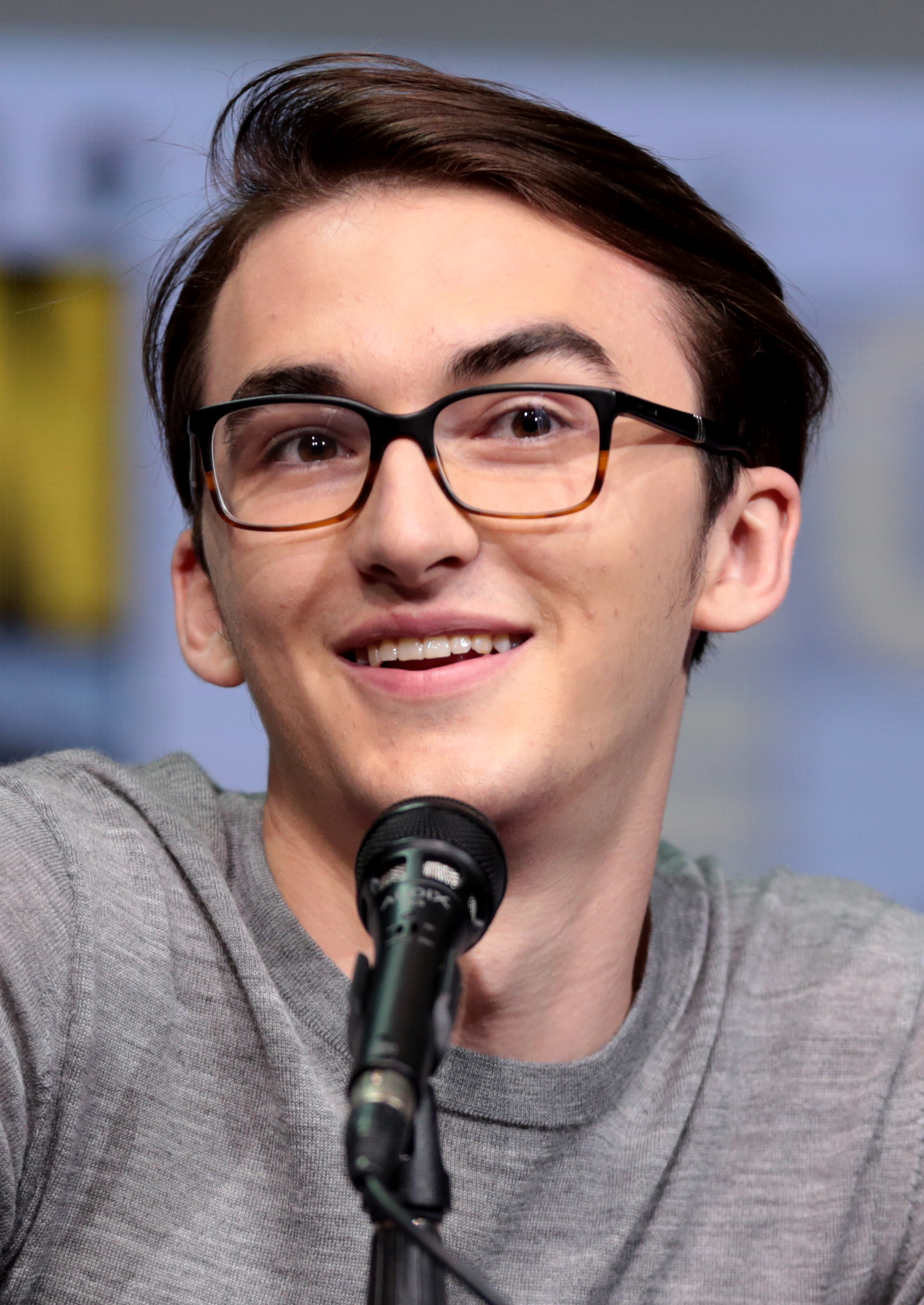
Isaac Hempstead-Wright interpreta al pequeño Brandon Stark

Isaac Hempstead-Wright interpreta a Brandon Stark en todas las temporadas hasta la fecha de la serie Juego de tronos, excepto en la quinta temporada.

### Primera temporada
Brandon acompaña a su padre, Lord Eddard Stark (Sean Bean), y a sus hermanos a la ejecución de un desertor de la Guardia de la Noche. Después encuentran una camada de cachorros de huargo, siendo uno de ellos adoptado por Bran.
El rey Robert Baratheon (Mark Addy) lleva con su comitiva a Invernalia. Durante una de sus frecuentes escaladas, Bran observa a la reina Cersei Lannister (Lena Headey) manteniendo relaciones sexuales con su hermano Jaime (Nikolaj Coster-Waldau). Para evitar que pudiera divulgar lo que vio, Jaime arroja a Bran al vacío.
Bran queda en estado comatoso y permanece convaleciente en cama. Es entonces cuando un asesino intenta rematar a Bran, siendo rescatado por su huargo y por su madre Catelyn (Michelle Fairley). Bran permanece así hasta que se despierta de forma repentina tras la muerte de la huargo de su hermana Sansa. Nada más despertarse decide nombrar a su huargo «Verano».
Incapaz de usar las piernas, Bran queda tullido y tiene que ser transportado permanentemente por Hodor (Kristian Nairn), un mozo increíblemente fuerte que lo lleva a su espalda a todas partes. Bran comienza a tener también extrañas visiones que no es capaz de darles significado, incluyendo una con el cuervo de tres ojos.
Será gracias a Tyrion Lannister (Peter Dinklage) que consigue un artefacto que le permite volver a cabalgar. Durante uno de sus paseos a caballo, Bran es atacado por un grupo de Salvajes y desertores de la Guardia de la Noche, siendo salvado por su hermano Robb (Richard Madden) y Theon Greyjoy (Alfie Allen). Una de estos Salvajes es Osha (Natalia Tena), la cual es perdonada por Robb y se convierte en acompañante de Bran, hablando con él de sus visiones.
Robb marchará al Sur con un ejército después de que Ned Stark sea arrestado. Bran queda como Señor de Invernalia en funciones, gobernando el bastión con ayuda del maestre Luwin (Donald Sumpter). Poco después, el maestre le informa de que Ned ha sido ejecutado por orden del nuevo rey Joffrey Baratheon.

### Segunda temporada
Bran continúa teniendo extrañas visiones y sueños, algunos de ellos incluso se introduce en el cuerpo de su huargo, Verano. También se tiene que seguir encargando del gobierno de Invernalia con la ayuda del maestre Luwin. Cierto día, Ser Rodrik Cassel (Ron Donachie) solicita llevar 200 hombres hasta Ciudadela de Torrhen, que se halla bajo ataque, a lo que Bran accede.
En una de las profecías de Bran, el mar inundaba Invernalia, matando a todos sus habitantes. Su profecía se hace «realidad» cuando Theon Greyjoy asalta Invernalia aprovechando que estaba desprotegida y toma a Bran prisionero; Theon ha decidido traicionar a Robb y luchar por la Casa Greyjoy. Bran rinde Invernalia y proclama a Theon como nuevo «lord». Sin embargo, Ser Rodrik (capturado cuando regresaba de Ciudadela de Torrhen) no está muy dispuesto a aceptarlo como su señor, lo que causa que Theon lo ejecute personalmente de forma chapucera, pese a las súplicas de Bran.
Osha seduce a Theon y consigue escapar en mitad de la noche con Bran, Hodor y Rickon Stark. El grupo se refugia en las criptas de Invernalia mientras Theon inicia su persecución. Debido a que no puede localizarlos ejecuta a dos hijos de un molinero y los hace pasar por los muchachos Stark, de esa forma todos creen que han muerto.
El grupo sale a la superficie solo para encontrarse Invernalia arrasada y a todos sus habitantes muertos. En el Bosque de Dioses se encuentran al maestre Luwin, moribundo. Luwin los insta a marcharse al Muro, donde creen que estarán a salvo con Jon Nieve.

### Octava temporada
Bran el Tullido tuvo una participación crucial en la guerra de la larga noche. Planificó junto con la reina Daenerys, el desenlace de la batalla, al ser una criatura mágica, Bran, sabe que ocurre, ocurrió y ocurrirá, esto interpretando visiones, como la que alguna vez tuvo, sobre un dragón sobrevolando Desembarco, cuya visión en el futuro puede interpretarse en el genocidio perpetuado por la reina Daenerys. Esto le permitió elaborar un plan, en el que su antigua hermana Arya Stark, tendría participación sin saberlo. Al fin y al cabo, mientras él estaba en el árbol de los dioses, esperando al Rey de la Noche, Arya llega, y con una daga de acero valyrio, la misma con la que fue intentado ser asesinado, acabaría con el Rey de la Noche.
Posteriormente, después del genocidio en Desembarco y tras el asesinato de Daenerys Targaryen a manos de su amante Jon Nieve, hermanastro de Bran, Brandon es escogido por un Consejo de señores y señoras de Poniente como el nuevo rey de los 6 reinos apoyado por Tyrion Lannister, quien cree será la mejor opción para no cometer errores del pasado que trajeron sangre, fuego y muerte al país. Su hermana Sansa apoya su reinado pero declara al Norte como un reino independiente, por lo cual, Brandon no tendrá ningún poder de mandato sobre este lugar pero podría seguir enviando hombres a regiones como la Guardia de la Noche para su redención con la humanidad. El nuevo rey nombra a Tyrion como su mano, y conforma su consejo con Ser Davos como maestro de puertos y barcos, Ser Bronn de Aguasnegras como maestro de la moneda, Samwell Tarly como gran Maestre y Brienne de Tarth como Comandante de la guardia real. Finalmente, Ser Podrick es nombrado como su silletero real.